# 21510 Chemnitz
A 21510 Chemnitz (ideiglenes jelöléssel 1998 KF36) a Naprendszer kisbolygóövében található aszteroida. A LINEAR projekt keretében fedezték fel 1998. május 22-én.